# إلين هامن
إلين هامن Ilene Hamann هي ممثلة وعارضة أزياء من جنوب أفريقيا ولدت في 9 يونيو 1984.

## السيرة الذاتية والمهنية
ولدت إلين هامن في خليج جيفريس، حيث عاشت حتى انتقلت إلى كيب تاون في جنوب أفريقيا. والدتها من أصل برتغالي وأبوها من أصل هولندي. بدأت إلين هامن مسيرتها المهنية في التصوير الفوتوغرافي، وأيضا حصلت على العديد من عروض الأزياء، وهو الطريق الذي كانت تريده.
التحقت إلين هامن بالمدرسة الثانوية، بعد ذلك درست درست التصميم والتصوير الفوتوغرافي في أكاديمية Stellenbosch ، وأكملت عامها الأول في التصوير الفوتوغرافي ولكنها اضطرت للتخلي عن دراستها بسبب كثرة عروض العمل التي كانت تتلقاها كعارضة أزياء.
بدأت إلين هامن مسيرتها السينمائية في بوليوود مع فيلم Rog، مما جعلها أول عارضة أزياء في جنوب أفريقيا تتحصل على فرصة تصوير في فيلم في دور بطولي.Rog

## وصلات خارجية
- إلين هامن على موقع IMDb (الإنجليزية)
- Ilene Hamann في قاعدة بيانات الأفلام على الإنترنت